# Quai des Joghiers
Le quai des Joghiers est une voie de circulation piétonne et cyclable de la ville de Namur, en Belgique. Ancien chemin de halage sur la rive gauche de la Sambre elle part de l’extrémité de la rue Joseph Saintraint et se termine à l’avenue de Stassart. Longeant le bord de Sambre sur un demi kilomètre le quai des Joghiers est un lieu de promenade apprécié des Namurois. Il se trouve sur plusieurs itinéraires RAVeL, dont deux européens. 

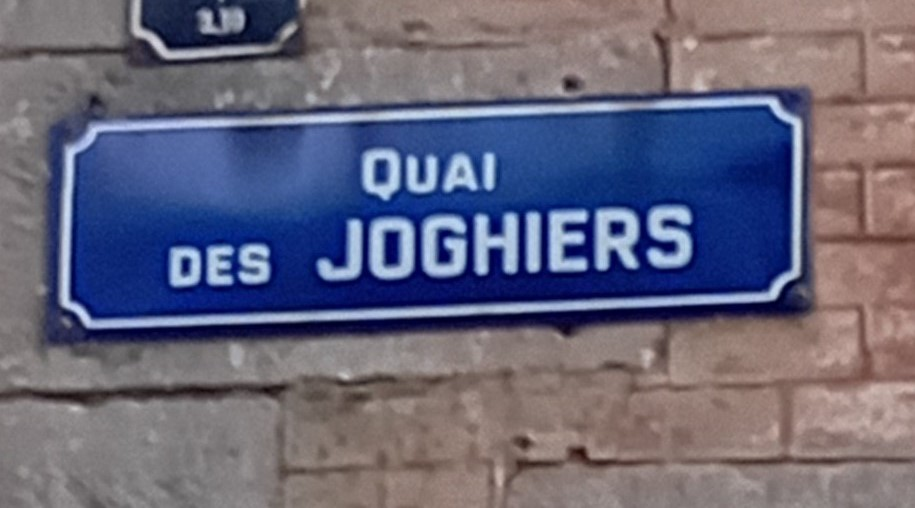
Au départ de la rue J.Saintraint

## Étymologie
Le mot « Joghiers » est désuet et ne se trouve dans aucun dictionnaire moderne. C’est ainsi que s’appelaient les « joueurs du jeu de quilles » (anciennement « juguier »). Comme le montrent d’anciennes cartes de la ville de Namur (1863) un jeu de quilles public se trouvait en effet sur ce qui est aujourd’hui une placette entre la rue Bruno et la rue Rempart de la Vierge, le long du boulevard Frère-Orban. Il y avait également une porte de Joghier (sortie des remparts sur la Sambre ; construite vers 1579). La section des remparts de la ville qui allait de la porte de Joghier au parc Louise-Marie s’appelait « Rempart du jeu de quilles ». 

## Description
Une large et courte descente allant de la rue Joseph Saintraint (anciennement la rue Saint-Aubain) aboutit à l’ancien chemin de halage en bord de Sambre, là où se trouvait jadis la porte de Joghier(démolie au XIXe siècle). Sur ce tracé se trouve l’unique habitation enregistrée sur le quai des Joghiers, le n°1 : l’hôtel de maître datant du XVIIe siècle (1643) fait angle avec la rue des Brasseurs.
Remontant ensuite la Sambre sur sa rive gauche – et longeant l’ancien rempart du jeu de quilles - le chemin piétonnier est pavé sur toute sa longueur. À espaces réguliers des bornes d’amarrage et quelques anneaux scellés dans le mur rappellent son rôle de quai fluvial même si les péniches et autres bateaux sont rares. Passant sous le pont de l'Évêché et la passerelle Saint-Aubain la voie cyclable arrive au pont de la Libération (avenue de Stassart). Au-delà on passe sur le quai de l’écluse. 
Le jeu de quilles public se trouvait sur ce qui est aujourd’hui une placette (parking…) entre les rues rempart de la Vierge et Bruno. Le quai des Joghiers forme la limite méridionale du Quartier Université de la ville de Namur.

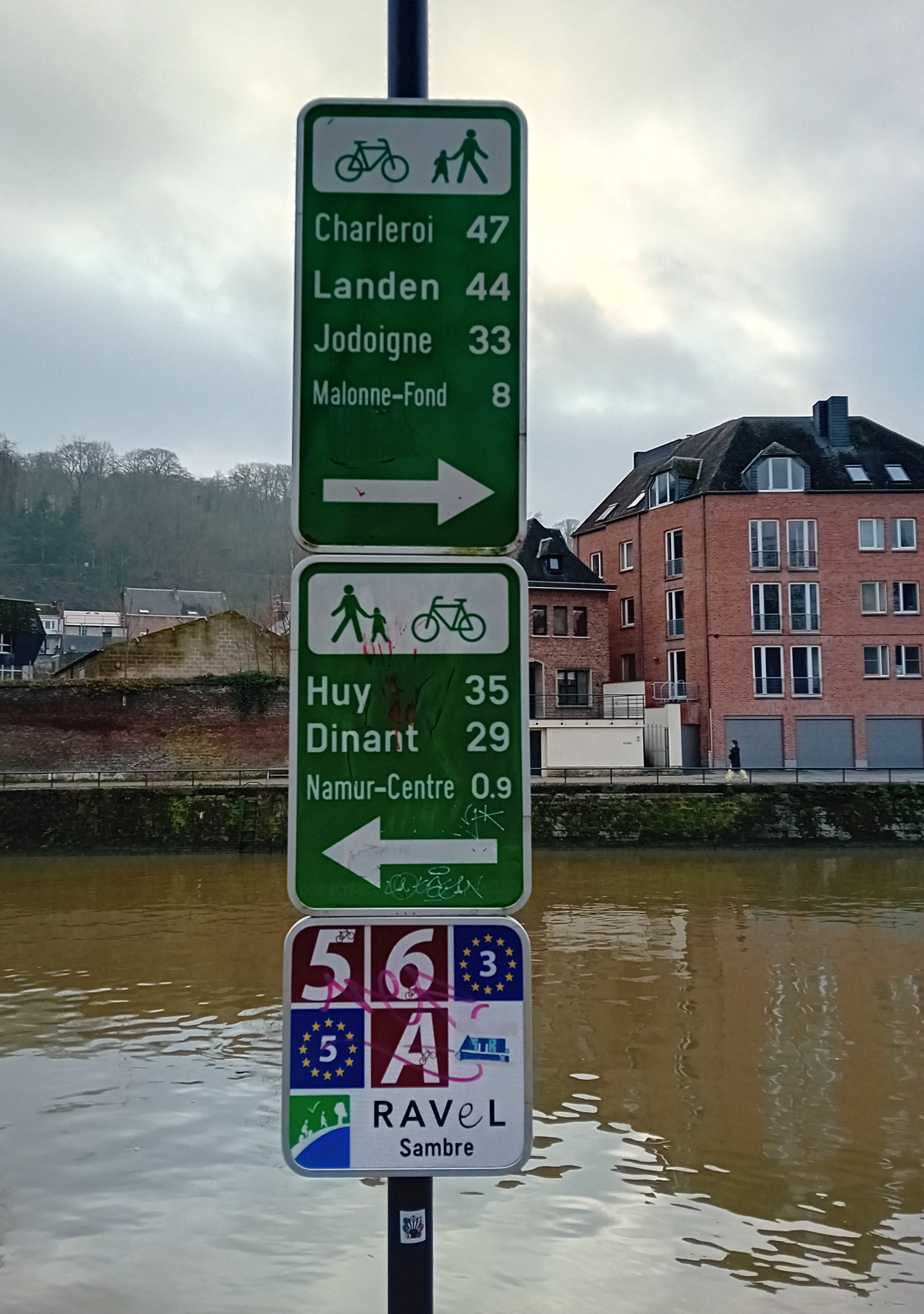
De multiples itinéraires RAVeL passent par le quai des Joghiers

## Réseau RAVeL
Le quai des Joghiers se trouve sur plusieurs grands itinéraires RAVeL, européens et régionaux. Il est emprunté par la Véloroute des Pèlerins (EuroVelo 3), de Trondheim (Norvège) à Saint-Jacques-de-Compostelle (Espagne) et la Via Romea Francigena (EuroVelo 5), de Canterbury (Angleterre) à Brindisi (Italie). 
Emprunté également par les itinéraires régionaux (belges) 5 et 6. Le W5 (D'une Vallée à l'autre), allant de Hoegaarden à Givet et le W6 (Au Fil de l'Eau) allant de Chaudfontaine à Erquelinnes.
En saison touristique, la Namourette accoste le quai au niveau de la rue J. Saintraint.